# Auriac-Lagast
Auriac-Lagast (okzitanisch: Auriac) ist eine französische Gemeinde mit 229 Einwohnern (Stand: 1. Januar 2022) im Département Aveyron in der Region Okzitanien. Sie gehört zum Arrondissement Millau und zum Kanton Monts du Réquistanais. Die Einwohner werden Aurigastois genannt.

## Geographie
Auriac-Lagast liegt rund 35 Kilometer nordöstlich von Albi und etwa 20 Kilometer südlich von Rodez. Nachbargemeinden sind Salmiech im Norden, Arvieu im Nordosten, Alrance im Osten und Südosten, Durenque im Süden, La Selve im Westen und Südwesten sowie Cassagnes-Bégonhès im Nordwesten.

## Bevölkerungsentwicklung
| Jahr                       | 1962 | 1968 | 1975 | 1982 | 1990 | 1999 | 2006 | 2018 |
| Einwohner                  | 524  | 524  | 425  | 385  | 315  | 280  | 265  | 229  |
| Quellen: Cassini und INSEE |      |      |      |      |      |      |      |      |

## Sehenswürdigkeiten

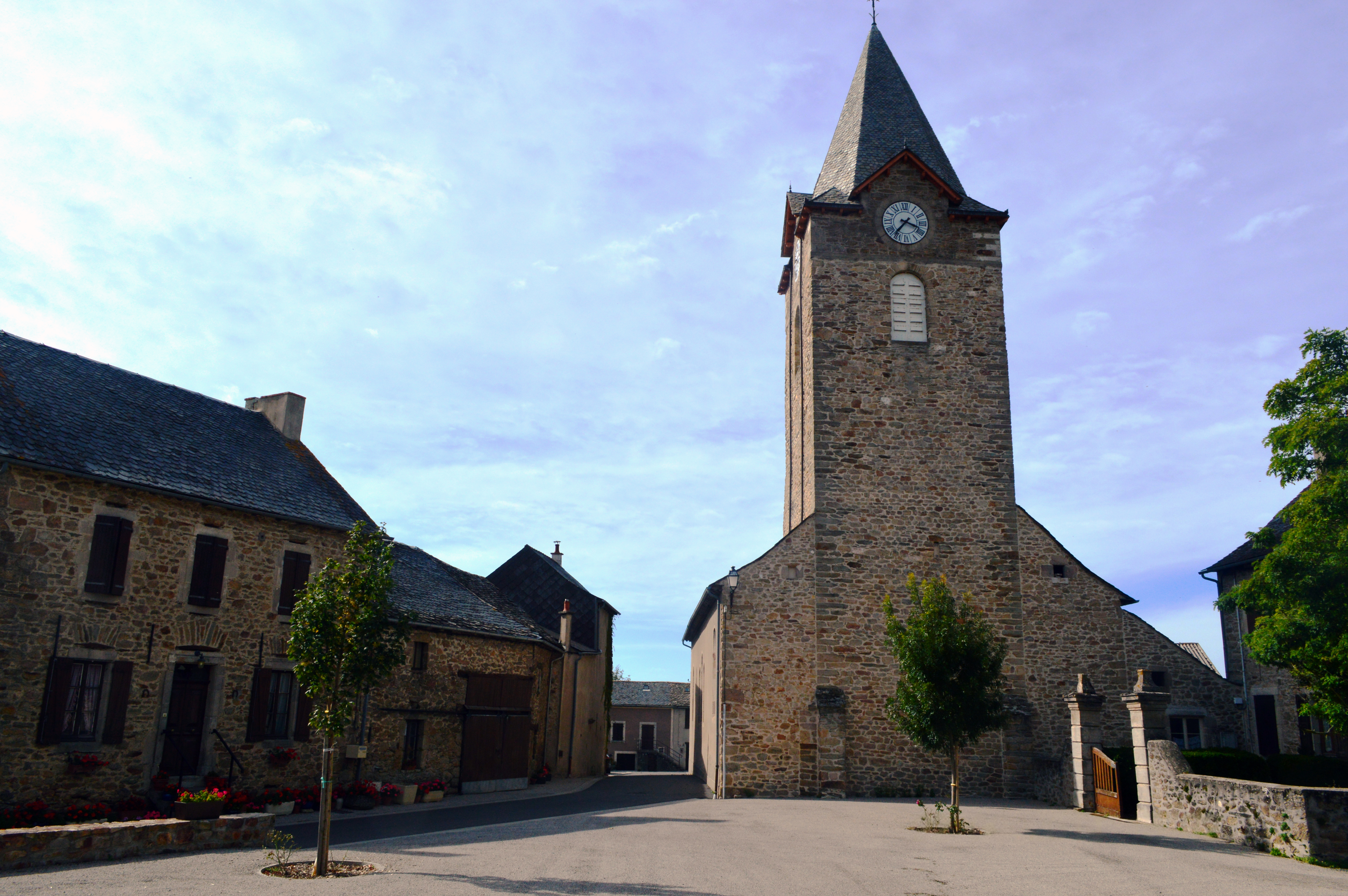
Kirche Saint-Léonard

- Kirche Saint-Léonard